# Gabriele Morganti
Gabriele Morganti (Senigallia, 23 novembre 1958) è un allenatore di calcio ed ex calciatore italiano, attuale allenatore in seconda della Lodigiani Calcio 1972.

## Carriera
Da giocatore ha militato in Serie A nel Catanzaro, nel Como e nel Cesena ed in Serie B con la SPAL. Ha totalizzato complessivamente 44 presenze in Serie A e 59 in Serie B.
È stato capitano e successivamente allenatore del Chieti, squadra con cui ha conquistato la promozione dalla serie C2 alla serie C1 in ambedue le vesti.
Dal 26 ottobre del 2011 al gennaio del 2013, Morganti ha allenato il Marotta, compagine che militava nel campionato di Promozione marchigiana girone A.
Dall'ottobre del 2013 al maggio del 2015, ha ricoperto il ruolo di osservatore per le giovanili della Sampdoria.
Nel luglio del 2015 è diventato l'allenatore della Bellaria Igea Marina, militante in Serie D. Nel novembre del 2015 si è dimesso dall'incarico di responsabile tecnico della prima squadra.
Successivamente è tornato nella sua città natale, dove ha ricoperto il ruolo di allenatore della squadra Juniores del FC Senigallia. È diventato l'allenatore della prima squadra per le ultime due partite della stagione 2016-2017, sostituendo il dimissionario Goldoni e conquistando la salvezza.
La stagione seguente conserva il ruolo di allenatore del FC Senigallia, che nell'estate del 2017 ha cambiato il suo nome in FC Vigor Senigallia, ereditando il titolo sportivo della Vigor Senigallia, fallita la stagione precedente. Si dimette il 23 ottobre dopo un inizio di campionato non esaltante.
Il 2 novembre 2022 viene ufficializzato come nuovo allenatore della Sangiustese, nel campionato marchigiano di Eccellenza.

## Palmarès

### Giocatore

#### Competizioni nazionali
- Serie C2: 1

Chieti: 1990-1991

### Allenatore

#### Competizioni nazionali
- Promozioni in Serie C1: 1

Chieti: 2000-2001